# Flavon apioziltransferaza
Flavon apioziltransferaza (EC 2.4.2.25, uridin difosfoapioza-flavon apioziltransferaza, UDP-apioza:7-O-(beta-D-glukozil)-flavon apioziltransferaza) je enzim sa sistematskim imenom UDP-apioza:5,4'-dihidroksiflavon 7-O-beta--glukozid 2-O-beta-D-apiofuranoziltransferaza. Ovaj enzim katalizuje sledeću hemijsku reakciju
UDP-apioza + 5,7,4'-trihidroksiflavon 7-O-beta--glukozid {\displaystyle \rightleftharpoons } UDP + 5,7,4'-trihidroksiflavon 7-O-[beta-D-apiozil-(1->2)-beta-D-glukozid]
7-O-beta--glukozidi brojnih flavonoida i 4-supstituisani fenoli mogu da deluju kao akceptori.

## Literatura
- Nicholas C. Price; Lewis Stevens (1999). Fundamentals of Enzymology: The Cell and Molecular Biology of Catalytic Proteins (Third изд.). USA: Oxford University Press. ISBN 019850229X.
- Eric J. Toone (2006). Advances in Enzymology and Related Areas of Molecular Biology, Protein Evolution (Volume 75 изд.). Wiley-Interscience. ISBN 0471205036.
- Branden C; Tooze J. Introduction to Protein Structure. New York, NY: Garland Publishing. ISBN 0-8153-2305-0.
- Irwin H. Segel. Enzyme Kinetics: Behavior and Analysis of Rapid Equilibrium and Steady-State Enzyme Systems (Book 44 изд.). Wiley Classics Library. ISBN 0471303097.

## Spoljašnje veze
- Flavone+apiosyltransferase на 